# Retrato de una joven veneciana (Durero)
Este Retrato de una joven veneciana (en alemán,  Porträt einer Venezianerin) es un cuadro del pintor alemán Alberto Durero. Es un óleo sobre tabla, pintado en 1505. Mide 35 cm de alto y 26 cm de ancho. Se exhibe actualmente en el Museo de Historia del Arte de Viena, Austria. 
Es un retrato en el que la modelo se orienta de derecha a izquierda, a diferencia de lo que ocurre en los Autorretratos de Durero de 1493 y el de 1498, más relacionado estilísticamente con éste, pues refleja la influencia del viaje a Italia de Durero. Muestra el autor el mayor dominio y libertad que representó para él la trascendental experiencia veneciana. Parece inacabado, pero aun así tiene una delicadeza y valor tonal evocadores de Carpaccio. 
Como en su Autorretrato «cristológico» de 1500, nada distrae de la figura representada, que está pintada sobre un fondo negro. El dibujo es preciso. El colorido es reducido: la gama de amarillos, marrones, ocres, pero en sutiles matices logrados por las finas veladuras del óleo. 